# ОШ „Доситеј Обрадовић” Осаоница
 ОШ „Доситеј Обрадовић” је основна школа која се налази у насељу Осаоница у Новом Пазару, а основана је 1953. године.

## Опште информације
Школа је основана 1953. године, а носи име по Доситеју Обрадовићу, српском просветитељ и реформатор револуционарног периода националног буђења и препорода.
Током школске 2015/16. школа је радила са седам издвојених одељења (Беле Воде, Вучиниће, Штитаре, Свиланово, Мухово, Буче и Крче) у једној смени и са комбинованом наставом за ниже разреде.